# Großsteingrab Schwasdorf

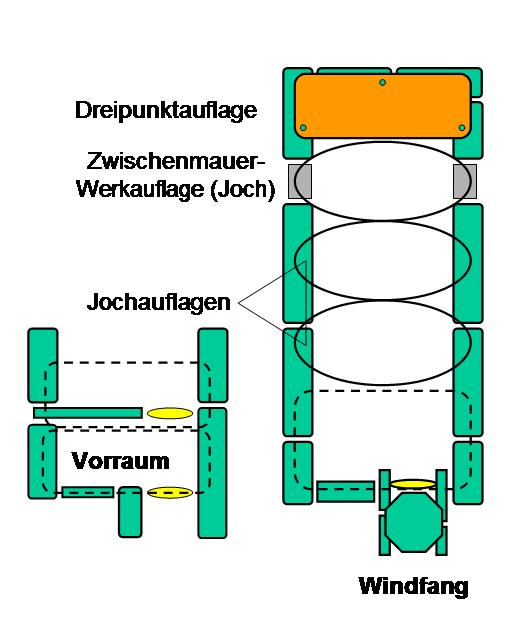
Schema Großdolmen

Das Großsteingrab Schwasdorf (auch Großsteingrab Remlin 1 oder Großsteingrab Klein Wüstenfelde 1 genannt) ist eine megalithische Grabanlage der jungsteinzeitlichen Trichterbecherkultur (TBK) bei Schwasdorf im Landkreis Rostock in Mecklenburg-Vorpommern. Es trägt die Sprockhoff-Nummer 392. Die Anlage wurde 1968 unter Leitung von Ewald Schuldt ausgegraben und restauriert.

## Lage und Benennung
Zwischen Remlin, Klein Wüstenfelde, Gehmkendorf und Schwasdorf gab es ursprünglich mindestens sechs Großsteingräber, von denen heute nur noch zwei existieren. Die Gräber wurden von verschiedenen Autoren unterschiedlich benannt und nummeriert. Im Folgenden wird das System von Schuldt übernommen. Das Großsteingrab Schwasdorf liegt etwa 1 km ostnordöstlich von Schwasdorf gut sichtbar im Feld an der Gemeindegrenze zu Jördenstorf. 250 m südöstlich befindet sich das Großsteingrab Gehmkendorf 1; 800 m südöstlich lag das 1971 zerstörte Großsteingrab Gemkendorf 2.
| MJB      | Sprockhoff     | Schuldt/Beier | Denkmalliste           | Anmerkungen |
| -------- | -------------- | ------------- | ---------------------- | ----------- |
| –        | Remlin 2 (393) | Gehmkendorf 1 | Klein Wüstenfelde 2    |             |
| –        | Remlin 3 (394) | Gehmkendorf 2 | Klein Wüstenfelde 2(?) | zerstört    |
| Remlin 1 | Remlin 4       | Gehmkendorf 3 | –                      | zerstört    |
| Remlin 2 | –              | Remlin 1      | –                      | zerstört    |
| Remlin 3 | –              | Remlin 2      | –                      | zerstört    |
| –        | Remlin 1 (392) | Schwasdorf    | Klein Wüstenfelde 1    |             |

## Beschreibung
Die Anlage besitzt eine ovale Hügelschüttung. Von der Umfassung sind noch vier Steine im Süden und zwei im Norden erhalten. Die Zwischenräume der Steine waren ursprünglich mit Trockenmauerwerk aus Rotsandsteinplatten verfüllt, wovon Ewald Schuldt bei seiner Grabung noch Reste ausmachen konnte.
Bei der Grabkammer handelt es sich um einen Großdolmen. Sie ist nordost-südwestlich orientiert und weist einen trapezförmigen Grundriss auf. Ihre Länge beträgt 4,2 m, ihre Breite 1,6 m im Südwesten und 0,9 m im Nordosten. Die Höhe beträgt 1,25 m im Südwesten und 0,9 m im Nordosten. Die Kammer besitzt vier Wandsteinpaare an den Langseiten sowie einen Abschlussstein am Südwestende. Von den vier Decksteinen liegt nur noch der südwestliche auf den Wandsteinen auf. Er hat eine Länge von 2,3 m und eine Breite von 1,2 m. Von den restlichen Decksteinen lag einer neben der Kammer und zwei im Inneren der Kammer. Sie wurden während der Grabung herausgeschafft und ebenfalls neben der Kammer abgelegt. Die beiden südwestlichen Decksteine sowie die beiden südwestlichen Wandsteine der südöstlichen Langseite weisen Schälchen auf. Die Zwischenräume der Wandsteine waren mit Trockenmauerwerk aus Rotsandsteinplatten verfüllt, das wie bei der Umfassung auch hier nur in Resten erhalten ist.
Am Nordostende befindet sich der Zugang zur Kammer. Hier sind an das letzte Wandsteinpaar zwei plattige Steine gesetzt, zwischen denen ein senkrecht in den Boden gesetzter Schwellenstein steht. Vor dem Schwellenstein liegen zwei größere Platten aus Rotsandstein. Der Zugang hat eine Breite von 0,4 m und eine Höhe von 0,65 m.
Das Bodenpflaster der Kammer besteht aus Lehmestrich und ist stark gestört. Skelettreste konnten nicht festgestellt werden. Bei den wenigen Funden handelte es sich um zwei verzierte Keramikscherben, eine unverzierte Scherbe sowie um drei querschneidige Pfeilspitzen, eine Klinge und ein Schlagstein aus Feuerstein. Eine eindeutige kulturelle Zuordnung dieser Funde ist nicht möglich. Für eine Nachnutzung des Grabes sprechen zudem einige verzierte Scherben aus slawischer Zeit.